# Enriqueta de Nassau-Weilburg (duquessa de Württemberg)
Enriqueta de Nassau-Weilburg (22 d'abril de 1780, Kirchheimbolanden, actual Alemanya - 2 de gener de 1857, Kirchheim unter Teck) fou duquessa consort de Württemberg. Era filla del príncep Carles Cristià, duc de Nassau-Weilburg i de Carolina d'Orange-Nassau, filla del príncep Guillem IV d'Orange.

## Matrimoni i fills
Enriqueta es va casar a Hermitage, prop de Bayreuth, el 28 de gener de 1797 amb el duc Lluís de Württemberg, fill del duc Frederic II Eugeni de Württemberg i de Frederica de Brandenburg-Schwedt. Van tenir cinc fills:
- SAR la duquessa Maria Dorotea de Württemberg, nada a Karlsruhe el 1797 i mort a Ofen (Hongria) el 1855. Es casà a Kirchheim unter Teck el 1819 amb l'arxiduc Josep Antoni d'Àustria.
- SAR la duquessa Amàlia de Württemberg, nada a Wallisfurth el 1799 i morta a Altenburg el 1848. Es casà el 1817 a Kirchheim unter Teck amb el duc Josep I de Saxònia-Altenburg.
- SAR la duquessa Paulina de Württemberg, nada a Riga el 1800 i morta a Stuttgart el 1873. Es casà a Stuttgart el 1820 amb el rei Guillem I de Württemberg.
- SAR la duquessa Elisabet de Württemberg, nada a Riga el 1802 i morta a Karlsruhe el 1864. Es casà el 1830 a Stuttgart amb el príncep Guillem de Baden.
- SAR el duc Alexandre de Württemberg, nat a Kirchheim unter Teck el 1804 i mort a Tuffer (Estíria) el 1885. Es casà el 1835 a Viena amb l'aristòcrata austríaca comtessa Clàudia Rhédey von Kis-Rhéde, creada duquessa de Hohenstein.